# Accidentally in Love (Counting Crows)
"Accidentally in Love" es una canción del grupo de rock estadounidense Counting Crows. La canción se compuso para la escena inicial de la película de animación de DreamWorks Shrek 2 de 2004 y aparece en la banda sonora de la película como tema de apertura. Se lanzó como sencillo el 3 de mayo de 2004, dos semanas antes del estreno de la película en los cines. El sencillo tuvo éxito comercial, llegando a los 40 primeros puestos en varias listas musicales, incluida la Irish Singles Chart, donde alcanzó el número tres y pasó 10 semanas entre los 50 primeros. La canción fue nominada a la mejor canción original en la 77.ª edición de los premios de la Academia.

## Lanzamiento
DreamWorks Animation eligió al cantante de Counting Crows, Adam Duritz, para que escribiera una canción que aparecería en la escena inicial de su película Shrek 2 de 2004, en la que Shrek y su esposa, la princesa Fiona, celebran su luna de miel tras los acontecimientos de la primera película. Para hacerse una idea de cómo escribir la canción, Duritz fue al campamento de animación de DreamWorks y vio aproximadamente la mitad de la película. Duritz declaró a la revista Billboard que estuvo a punto de no escribir la canción, ya que no estaba acostumbrado a escribir canciones por encargo y estaba sufriendo un bloqueo. Sin embargo, DreamWorks le dio libertad creativa en la canción y no le obligó a trabajar sin descanso. Según Durtiz, la canción tenía que ser edificante, y el estudio le dijo que escribiera una canción sobre sí mismo, no sobre Shrek. Duritz dijo que la canción trataba efectivamente de los acontecimientos que estaban ocurriendo en su vida durante el proceso de composición, incluido el enamoramiento de una amante "inconveniente". Estaba contento con el resultado del tema, sobre todo porque atraería a los niños, y también afirmó que "Accidentally in Love" sería "intemporal" al ser una canción original escrita para una película.
Geffen Records y DreamWorks Records lanzaron la canción a las emisoras de radio americanas "Hot adult contemporary" y "Triple A" el 3 de mayo de 2004, dos semanas antes de que Shrek 2 se estrenara en los cines. El 8 de junio de 2004, se puso a disposición de las radios de éxito contemporáneas. En Reino Unido, se publicó un sencillo en CD el 12 de julio de 2004.

## Éxitos
"Accidentally in Love" fue nominada al Premio de la Academia a la Mejor canción; Counting Crows interpretó la canción en la ceremonia pero no ganó el premio. La canción también recibió nominaciones al Premio Globo de Oro a la Mejor Canción Original y al Premio Grammy a la Mejor Canción Escrita para una Película, Televisión u Otros Medios Visuales.
En Estados Unidos, "Accidentally in Love" ocupó el primer puesto de la lista Billboard Adult Alternative Songs durante cinco semanas en julio y agosto de 2004. También apareció en otros rankings de Billboard, alcanzando el número tres en la lista Adult Top 40, el número 23 en la lista Adult Contemporary, y el número 35 en la Mainstream Top 40. La Recording Industry Association of America concedió a la canción un disco de oro en enero de 2005 por haber vendido más de 500.000 unidades.
En el extranjero, el sencillo alcanzó su mayor éxito en las listas nacionales en Irlanda. Apareció por primera vez en la lista de singles irlandesa en el número seis en la semana que terminó el 15 de julio de 2004, y tardó tres semanas en alcanzar el número tres, donde permaneció durante tres semanas. Pasó un total de 10 semanas en el top 50, alcanzando su última semana el 16 de septiembre en el número 49. En el Reino Unido, la canción debutó y alcanzó un máximo en el número 28 de la UK Singles Chart y registró cinco semanas en el top 100. Fue certificada como plata en diciembre de 2018 por la Industria Fonográfica Británica por las cifras de ventas y streaming que superaron los 200.000.
En Europa continental, "Accidentally in Love" se convirtió en un éxito de los veinte primeros en Hungría y los Países Bajos, alcanzando un pico del número 12 en el primer país y el número 14 en el segundo. En Hungría, fue la 54.ª canción más emitida de 2004, y en los Países Bajos, fue el 97.º single más vendido del año según los 40 Principales holandeses. En la lista de singles de la ARIA de Australia, la canción estuvo en la lista durante 13 semanas, alcanzando el número 11 el 15 de agosto de 2004, y terminó el año en el número 78 de la clasificación de fin de año de la ARIA. Ese mismo año, recibió la certificación de oro de la Asociación Australiana de la Industria Discográfica, lo que supone 35.000 envíos. En Nueva Zelanda, la canción rozó los 40 principales, haciendo su única aparición en la lista en el número 39 en la semana del 27 de septiembre de 2004.

## Video Musical
El vídeo musical principal de la canción, dirigido por Meiert Avis, muestra un conejo de peluche (con la voz de Adam Duritz, el líder del grupo) en el apartamento de una joven pareja (la chica es Ashley Roberts de las Pussycat Dolls y el chico es el modelo de L.A Models, Steve Vanda), con un televisor que muestra escenas de la película. El conejo cobra vida y da una serenata a la chica. Ella se enamora de él y deja a su novio mientras éste está en la cocina preparándole el desayuno. El grupo no está presente en el vídeo.
En el DVD de Shrek 2 se incluye un vídeo musical alternativo de la canción que combina fragmentos de la película con escenas de Duritz grabando la canción.